# Sárközi kerámia

## Sárköz kerámiastílus
A „sárközi stílus” összefoglaló név, mely több központ munkásságát összegzi bizonyos stílusjegyek alapján. Bár a stílusegységet alkotó fazekasközpontok – Baja, Mórágy, Szekszárd, Siklós és bizonyos értelemben Mohács – nem a Sárközben vannak, az elnevezés mégis helytálló, mert a központok készítményeit elsősorban a Sárköz néprajzi kistájának református magyar lakossága vásárolta és használta, így az ottani ízlésnek, igénynek igyekeztek maradéktalanul megfelelni. A csoport központjaiból ismeretesek a mesterség tálas, korsós, fazekas és kályhás szakágai, technológiát illetően az ólom- és az ónmázas fazekasság, a nyersanyag vonatkozásában pedig a tűzálló és a nem tűzálló agyaggal való munka. Mindegyik központ készítményére, de különösen a tálas edényekre jellemző a színes, elsősorban a négerbarna és a vörös alapszín.

### Használati edények
A használati edényekre általában nem alkalmaztak díszítést: a főzéshez, sütéshez és tároláshoz használt ún. totya fazék, vászonkorsó, hatalmas lekvárosfazék, kuti (köcsög) stb. alapszíne barna vagy fekete volt, s legfeljebb ún. babos (pettyes) mintát festettek rá. A kéményalján volt a helyük, ill. a köcsögöt ún. kutifán szárították. A közszemlére kitett díszcserepek (tányérok, tálak, korsók, kancsók köcsögök, stb.) a ház előtti köcsögágason, a konyhafalon, a tisztaszoba sarokfogasán, a polcokon, almáriomokban stb. helyezkedtek el. Nagyobb részüket semmire sem használták.

### Díszítések
A sárközi edényeknél az első, ami feltűnik, valóban a nagy hasonlóság, de alaposabb vizsgálódás után sokkal több eltérést találunk, mint egyezést. „Míg az alapszínek és a díszítmények általános jellemzői a központok stílusának, ugyanakkor a díszítmények motívumai kevés közös vonást mutatnak” – írja István Erzsébet, és hozzáteszi: „Az egyes központok egyedi stílusa e vonatkozásban a legszembetűnőbb, ennek alapján különböztethetjük meg”. A tárgyak színállása és alapvető látványa erősen hasonló, a motívumkincs, a díszítmények azonban számottevően különböznek. A díszítmények többségére a fekete vagy vörös alapszín jellemző, ezeken fehér írókás díszítmény található, különféle (zöld, vörös, barna, esetleg sárga vagy kék) színekkel kombinálva, s nem ritka a szegélymintaként alkalmazott folyatott csíkozás. A díszítmények színei központonként változóak: például Szekszárdon fehér alapon kék, zöld, Baján barna, kék, sárga, zöld, vörös, fekete. A 19. század közepétől általánossá válik ugyanazon a tálon együttesen a vörös és a négerbarna alapszín oly módon, hogy az öböl például vörös, a perem pedig négerbarna vagy fordítva. Ugyanakkor nem található vörös alapszínű tál Siklóson. Baján és Szekszárdon a vörösnek egy országosan is ismert változata, az ún. dudi szín is előfordult.

### Központja
A sárközi kerámia egyik központja Mórágy. A települést a 18. században telepítették újra, 1724-ben és 1784-ben Hessenből és Pfalzból érkeztek református németek, először 36 család, akik magukkal hoztak egy középnémet kerámiahagyományt, ismeretanyagot, amely sok részletében azonos volt a sárközinek mondott kerámiával, s ez keveredett itt olyan balkáni hatásokkal, mint a folyatott szegélydíszítés vagy a cirokszál használata. A mórágyiak parasztfazekasok voltak, azaz csak az év egynegyedében folytatták mesterségüket. A korai századokban konyhaedényeket is készítettek, szűrőtálat, fazekat, korsót, lábast, köcsögöt, de készültek itt kályhaszemek is, tűzálló földből, ugyanakkor a folyatott engóbos, 18. századi edénytöredékek a dísztálak meglétét is bizonyítják. A legkorábbi ismert mórágyi tányérok és bokályok az 1830-as évekből származnak és fehér alapszínűek, az 1860-as évektől kezdve azonban a vörös és fekete szín vált jellemzőjükké.
Van egy feltűnő jellegzetessége a mórágyi tálaknak-tányéroknak: az öböl és a szegély gyakran más alapszínű, ha az öböl vörös, akkor a szegély fekete vagy fordítva. A tálasedények legdominánsabb díszítménye – az alapszíntől függetlenül – a hosszú, lendületes, hajladozó szárból és három virágból álló motívum, amelynek jellemzője, hogy a két szélső virág általában nagyobb méretű és kerek (többnyire margaréta), a szár csúcsán lévőt ugyanakkor profilból ábrázolták, és inkább bimbónak látszik. Ahogy Kresz Mária írta: „Mórágyon a virág hosszú száron ingadozik jobbra-balra, szinte táncol, megbontva a szigorú szimmetriát.” A futó madár – kakas –, amely a mórágyi tálak egyik jellegzetessége, a 19. század előttről nem ismert, de a többi sárközi központ anyagából is hiányzik, sőt egyetlen másik magyar kerámiaközpont anyagában sem fordul elő.

### Fazekasok

#### Mórágyiak
Az 1850-es években kilenc fazekas dolgozott Mórágyon: Kolep János, Kohn Dávid, Glöckner János, Glöckner Henrik, Glöckner Konrád, Böhler János, Salbach Jakab, Salbach János, Link Keresztély. Az utolsó mester, Kolep János volt, aki 1885-ben hagyott fel a mesterséggel és 1902-ben halt meg. A tálakon, bokályokon kívül – amelyek a sárközi házak legfőbb díszei voltak – készültek ebben az időben más edényfélék, így például nagyméretű boroskancsók vagy kétfülű lisztesbödönök is, azonban természetesen sokkal jelentéktelenebb számban. Alapvetően a ház díszítésére szolgáló tál, tányér és a bokály volt a legkeresettebb cikk a környező központok azonban idővel átvették Mórágy piacait, és az 1900-as népszámlálás már nem talált dolgozó fazekast Mórágyon.

#### Szekszárdiak
A mórágyiakkal szemben, Szekszárd fazekasai már korán céhbe szerveződtek. A 17-18. századi táltöredékek alapján egyértelmű, hogy itt magas szintű városi fazekasság virágzott korábban is. A tálasedények az írókás minták mellett folyatott mázas és fésűs technikával is készültek, amelyek szintén erős balkáni kapcsolatot mutatnak. Munkáikat nézve „Szekszárdon vegyes edényt égettek, mindent: mázast, mázatlant, tűzállót is.” 1794-ben még elkülönültek egymástól a fazekasok és a tálasok a céhen belül, előbbiek kötelesek voltak a fazekaik fülére mesterjegyet tenni.
A töredékanyag szerint készültek itt háromlábú lábasok és kályhák is, de tulajdonképpen az innen ismert tárgyak jórészt tálasmunkák: tányérok, tálak és bokályok. A tálasedényekre itt is a fekete, esetleg a vörös alapszín a jellemző. A tálak középmintája gyakran három egyforma virágból áll, peremmintája pedig összehúzott cseppekből álló füzér, ennél a fehér és a zöld, a fehér és a vörös híg földfestékcseppeket cirokszállal húzzák össze. Itt is előfordul a középminta körül cirkózott díszítmény, ez balkáni kapcsolatokra utal. A kerek virágfejek néha fehér és vörös pettyekből állnak, néha vonalkákból, a méretük és a formájuk azonban mindig ugyanaz. Bokályaikon – melyek általában sokkal zömökebbek, mint az erdélyi típusok – általában ívminta szerepel, amelynek közeit bevonalkázzák vörös és zöld színnel. Ez a minta hasonlít a szekszárdi korsófélékéhez. Mázatlan korsóik kerek szájúak, szűrősek, csecsesek és elég nagy méretűek, szájuk meglehetősen szélesen kiterülő és zöld mázas, vállukon írókás, fehér-zöld festékdíszítmény, ívminta van, amelynek közeit zömében kígyóvonal tölti el és a has sűrű csíkozása, valamint abronccsal ellátása is jellemző. Készült itt olyan kisebb zöldmázas korsó is, amelyet – a csákvárihoz hasonlóan – színtelen mázzal festett, világoszöld, elmosódó minta (többnyire csigavonal vagy ívminta) díszít.

#### Bajaiak
Bár Baja a Duna bal partján fekszik stílusjegyeit tekintve mégis a sárközi csoporthoz tartozik. Jelentőségét elsősorban az adta, hogy nem volt a környéken jó minőségű tűzálló agyag, mégis készültek főzőedények, a fazekasok más területről hozattak nyersanyagot. (Az 1850-es évektől kályhások is dolgoztak itt, ők hozattak fehér tűzálló földet Poltárról, Petényből, Révről, Sonkolyosról.) Mind a főzőedényeknek, mind a kályháknak komoly piaca volt a Balkán felé. A bajai parasztfazék hasonlított a csákvárihoz, oldalát rovátkolták, belsőzésre sárga mázat használtak, de a szája kevésbé terült ki és a fülbe – a szekszárdiakhoz hasonlóan – a fazekas névbetűit pecsételték. A bajaiaknál készült tál, tányér, a fennálló edényekből ételek tárolására szilke, bögre és köcsög, bornak, víznek kancsó, korsó, kanta, pereckulacs, bokály, a konyhaedényekből szűrőtál, köpülő, födők.

#### Siklósiak
A Sárköz negyedik fontos ellátója egy Tolna vármegyén kívül fekvő központ, a Baranya vármegyei Siklós volt. Siklósnak 1776-ból kelt céhlevele van, már a 18. század második felében a jelentősebb fazekasközpontok közé tartozott. A Sárközbe inkább az itt készített boroskancsók, bokályok jutottak el.

#### Mohácsiak
Részben szintén a sárköziek számára dolgoztak a mohácsi mesterek is. Mohácson fazekasok és korsósok is dolgoztak. A korsósok fekete-edényesek voltak, a fazekasok mázas edényt készítettek, főként tálakat és tányérokat. Égettek azonban mázas kiöntőcsöves korsókat is. A mohácsi mázas tálak jellemző motívuma az edény öblébe rajzolt, kissé esetlennek tűnő ágon álló madár, a peremen vonalas díszítmény van. Elég gyakori a szekszárdi tálak díszítményéhez hasonló ívminta is

#### Bátaszékiek
Fekete edényeket égettek Bátaszéken is, mégpedig a mohácsiakhoz feltűnően hasonlító korsókat, amelyek talán egy kicsit rusztikusabbak, a szájuk vastagabb és jobban kiterült. Sok évszámos bátaszéki fekete cserép van a Néprajzi Múzeumban, az 1825-ös a legkorábbi. Az egyik korsón ez olvasható: „Készült 1867 Bátaszék”, egy másikon: „Relli János korsós mester.” A fekete cserepeseket Bátaszéken is korsósoknak nevezték. Tolna vármegyében még Szekszárdon és Ozorán is készítettek fekete edényeket.